# Snyder Rini
Snyder Rini (Telina, 27 luglio 1948 – 5 agosto 2025) è stato un politico salomonese, dal 2007 ministro delle finanze.

## Biografia
Dopo gli studi di economia all'Università di Papua Nuova Guinea e all'Università di tecnologia della Papua Nuova Guinea a Lae, Rini fu segretario permanente del Ministero delle Risorse naturali nel 1989 e del Fondo di previdenza nazionale delle Isole Salomone dal 1990 al 1996.
Una volta eletto al Parlamento, fu ministro delle finanze nel primo governo Sogavare, poi dopo la rielezione nel 2002 divenne vice primo ministro e ministro per il piano nazionale e lo sviluppo, passando nuovamente al Ministero delle finanze e infine nel 2003 al Ministero dell'Istruzione.
La sua elezione a primo ministro nel 2006 scatenò rivolte che distrussero la Chinatown di Honiara e altre zone della città. Ciò nonostante, prestò giuramento il 20 aprile, ma si dimise dopo sette giorni, quando si trovò di fronte a una mozione di sfiducia in Parlamento.
Dopo la caduta del secondo governo Sogavare, tornò a essere ministro delle finanze nel 2007, durante i governi Sikua e Philip.